# (389) Industria
(389) Industria ist ein Asteroid des mittleren Hauptgürtels, der am 8. März 1894 vom französischen Astronomen Auguste Charlois am Observatoire de Nice bei einer Helligkeit von 11 mag entdeckt wurde.
Der Asteroid wurde mit der lateinischen Bezeichnung für Fleiß und Betriebsamkeit benannt. Julius Bauschinger, der Direktor des Astronomischen Rechen-Instituts in Berlin, veröffentlichte 1901 die Namen von 34 von Charlois entdeckten Asteroiden zwischen den Nummern (356) und (451). Im Text heißt es lediglich: „Nach Zustimmung des Herrn Charlois haben folgende von ihm entdeckten… Planeten nachstehende Namen erhalten.“ Es liegt daher nahe, dass die Namen vom Astronomischen Rechen-Institut ausgewählt wurden.

## Wissenschaftliche Auswertung
Aus Ergebnissen der IRAS Minor Planet Survey (IMPS) wurden 1992 erstmals Angaben zu Durchmesser und Albedo für zahlreiche Asteroiden abgeleitet, darunter auch (389) Industria, für die damals Werte von 79,2 km bzw. 0,20 erhalten wurden. Aus Messungen des japanischen Weltraumteleskops Akari vom 19. Februar 2007 wurde dann ein Durchmesser von 89,2 km und eine Albedo von 0,16 bestimmt. Eine Auswertung von Beobachtungen durch das Projekt NEOWISE im nahen Infrarot führte 2012 zu vorläufigen Werten für den Durchmesser und die Albedo im sichtbaren Bereich von 74,4 km bzw. 0,23.
Vom 4. bis 6. März 1986 wurden am La-Silla-Observatorium in Chile photometrische Messungen des Asteroiden durchgeführt. Aus der gemessenen Lichtkurve konnte eine Rotationsperiode von 8,50 h abgeleitet werden. Erneute Messungen vom 16. bis 20. Februar 1991 ergaben einen verbesserten Wert von 8,53 h.
Aus mehreren archivierten Lichtkurven wurden dann in einer Untersuchung von 1993 zwei alternative Möglichkeiten für die Lage der Rotationsachse, eine retrograde Rotation und die Parameter eines dreiachsigen ellipsoidischen Gestaltmodells für den Asteroiden bestimmt. Die eindeutige Bestimmung einer Rotationsperiode gelang nicht, am wahrscheinlichsten wurden Werte um 8,50 h angenommen. Aus vorliegenden Daten und neuen Messungen am Osservatorio Astrofisico di Catania in Italien konnte in einer Untersuchung von 1998 ebenfalls die Ausrichtung der Rotationsachse und die Form des Asteroiden bestimmt werden.
Die Auswertung von 29 vorliegenden Lichtkurven und weiteren Daten der Lowell Photometric Database führte in einer Untersuchung von 2016 erstmals zur Erstellung eines dreidimensionalen Gestaltmodells für zwei alternative Rotationsachsen mit retrograder Rotation und einer Periode von 8,49520 h. Im Jahr 2021 wurde aus archivierten Daten und photometrischen Messungen von Gaia DR2 erneut eine Rotationsachse mit retrograder Rotation berechnet. Die Rotationsperiode wurde dabei zu 8,49521 h bestimmt.
Nach einer Begegnung von (389) Industria mit dem Asteroiden (33537) Doungnga am 3. August 2011 bis auf etwa 16.900 km Abstand bei einer Relativgeschwindigkeit von 2,5 km/s wurden in einer Untersuchung von 2023 die präzisen Positionsdaten des Gaia DR3-Katalogs ausgewertet und daraus für (389) Industria eine Masse von 0,680·1018 kg und bei einem angenommenen Durchmesser von etwa 79,6 km eine Dichte von 2,58 g/cm³ bestimmt.

## Asteroidenpaar
(389) Industria bildet mit dem Asteroiden (972) Cohnia ein quasi-complanares Asteroidenpaar. Sie besitzen teilweise sehr ähnliche Bahnelemente und bewegen sich nahezu in der gleichen Bahnebene, allerdings ist die Umlaufbahn von (972) Cohnia stärker elliptisch und ihre Apsidenlinien sind deutlich gegeneinander verdreht. (389) Industria besitzt eine etwas kürzere Umlaufzeit um die Sonne als (972) Cohnia, so dass sie diese etwa alle 21 Jahre überholt. In den 1000 Jahren um die derzeitige Epoche herum kommen sich die beiden Körper aber nie näher als bis auf etwa 4,9 Mio. km.

## Industria-Familie
(389) Industria ist das größte Mitglied einer Asteroidenfamilie mit ähnlichen Bahneigenschaften, wie eine Große Halbachse von 2,53–2,64 AE, eine Exzentrizität von 0,09–0,12 und eine Bahnneigung von 8,7°–9,9°. Die mittlere Albedo liegt bei 0,18. Die Industria-Familie umfasste im Jahr 2019 etwa 323 bekannte Mitglieder.